# Saint-Germain-le-Gaillard (Eure-et-Loir)
Saint-Germain-le-Gaillard è un comune francese di 324 abitanti situato nel dipartimento dell'Eure-et-Loir nella regione del Centro-Valle della Loira.

## Società

### Evoluzione demografica
Abitanti censiti